# Château-Arnoux-Saint-Auban
Château-Arnoux-Saint-Auban é uma comuna francesa na região administrativa da Provença-Alpes-Costa Azul, no departamento dos Alpes da Alta Provença. Estende-se por uma área de 18,34 km². Em 2010 a comuna tinha 5 229 habitantes (densidade: 285,1 hab./km²).